# Gertingers
Koordinaten: 50° 57′ 32″ N, 9° 44′ 24″ O
Gertingers war ein erstmals im Jahre 1267 urkundlich bezeugtes Dorf am östlichen Rand der heutigen Gemarkung von Lüdersdorf, einem Ortsteil von Bebra im osthessischen Landkreis Hersfeld-Rotenburg.

## Lage
Die Wüstung Gertigers liegt 1,7 km westlichen oberhalb der Ortsmitte von Lüdersdorf im Lüdersdorfer Forst. Die ehemalige Kirche liegt auf dem Kirchrain einem westlichen leicht erhöhtem Rücken.